# Partido judicial de Atienza
El partido judicial de Atienza era uno de los nueve partidos judiciales en los que se dividió la provincia de Guadalajara (España) hasta 1965. Tenía como cabeza la localidad de Atienza, aunque hasta 1835 fue su sede Miedes de Atienza, y englobaba a municipios del norte de la provincia, que fueron incluidos en el partido judicial de Sigüenza tras la reestructuración de los partidos judiciales de 1965.

## Municipios
| - Albendiego - Alcolea de las Peñas - Alcorlo - Aldeanueva de Atienza - Alpedroches - Angón - Atienza - Bochones - La Bodera - Bustares - Las Cabezadas | - Campisábalos - Cantalojas - Cañamares - Casillas - Cercadillo - Concovillas - Condemios de Abajo - Condemios de Arriba - Congostrina - Galve de Sorbe - Gascueña de Bornova | - Hiendelaencina - Hijes - Madrigal - Miedes de Atienza - La Miñosa - Naharros - La Nava de Jadraque - Las Navas de Jadraque - El Ordial - Palancares - Paredes de Sigüenza - Querencia | - Rebollosa de Jadraque - Riba de Santiuste - Rienda - Riotoví - Robledo de Corpes - Romanillos de Atienza - San Andrés del Congosto - Semillas - Sienes - Somolinos - La Toba | - Tobes - Tordelrábano - Umbralejo - Ujados - Valdelcubo - Valverde de los Arroyos - Veguillas - Villacadima - Villares de Jadraque - Zarzuela de Galve - Zarzuela de Jadraque |